# Hà Tiên (tỉnh)
Hà Tiên (chữ Hán: 河僊) là một trong sáu tỉnh đầu tiên ở Nam Kỳ Việt Nam, thành lập năm 1832.

## Lịch sử

### Vùng đất Hà Tiên xưa
Xưa kia, đây là vùng đất của Vương quốc Phù Nam, sau thuộc Chân Lạp và Đế chế Khmer, trong tiếng Việt gọi là Mang Khảm (còn gọi là Phương Thành, Trúc Phan, hay Đồng Trụ). Từ giữa thế kỷ 17, những lưu dân người Việt và người Hoa đã đi thuyền dọc theo đường biển đến tận vùng này sinh sống. Trong lời tựa tập Hà Tiên thập vịnh, Mạc Thiên Tích đã viết: "Trấn Hà Tiên nước An Nam, xưa là đất hoang, từ tiên quân khai sáng đến nay đã hơn 30 năm, mà dân mới được ở yên, hơi biết việc trồng trọt".
Tuy nhiên công lao khai phá Hà Tiên thuộc về hai cha con Mạc Cửu, Mạc Thiên Tích (Mạc Thiên Tứ), biến Hà Tiên thành nơi sầm uất. Mạc Cửu là người Quảng Đông (Trung Quốc), di cư đến sau khi nhà Minh bị tiêu diệt hoàn toàn năm 1645. Vua Cao Miên đã phong cho Mạc Cửu chức Oknha (Ốc nha) để cai quản vùng đất này. Mạc Cửu gom dân lưu tán lại lập ra 7 xã: Cà Mau, Rạch Giá, Phú Quốc, Vũng Thơm (Sihanoukville), Hà Tiên,..., (dọc bờ biển Tây, từ Cà Mau đến Vũng Thơm) và tự đứng ra cai quản. Tuy nhiên, do bị quân Xiêm La thường xuyên quấy nhiễu mà Cao Miên không đủ sức mạnh quân sự để bảo vệ. Gia quyến Mạc Cửu đã bị quân Xiêm bắt đem về nước họ. Mạc Cửu trốn thoát về Trũng Kè, sau lại về Mang Khảm khôi phục sản xuất. Mạc Cửu đã thân đến Phú Xuân dâng biểu xin đem 7 xã mà mình khai phá quy phục Chúa Nguyễn. Chúa Nguyễn ưng thuận, lệnh đổi tên đất Mang Khảm thành trấn Hà Tiên, phong Mạc Cửu làm Tổng binh coi giữ.

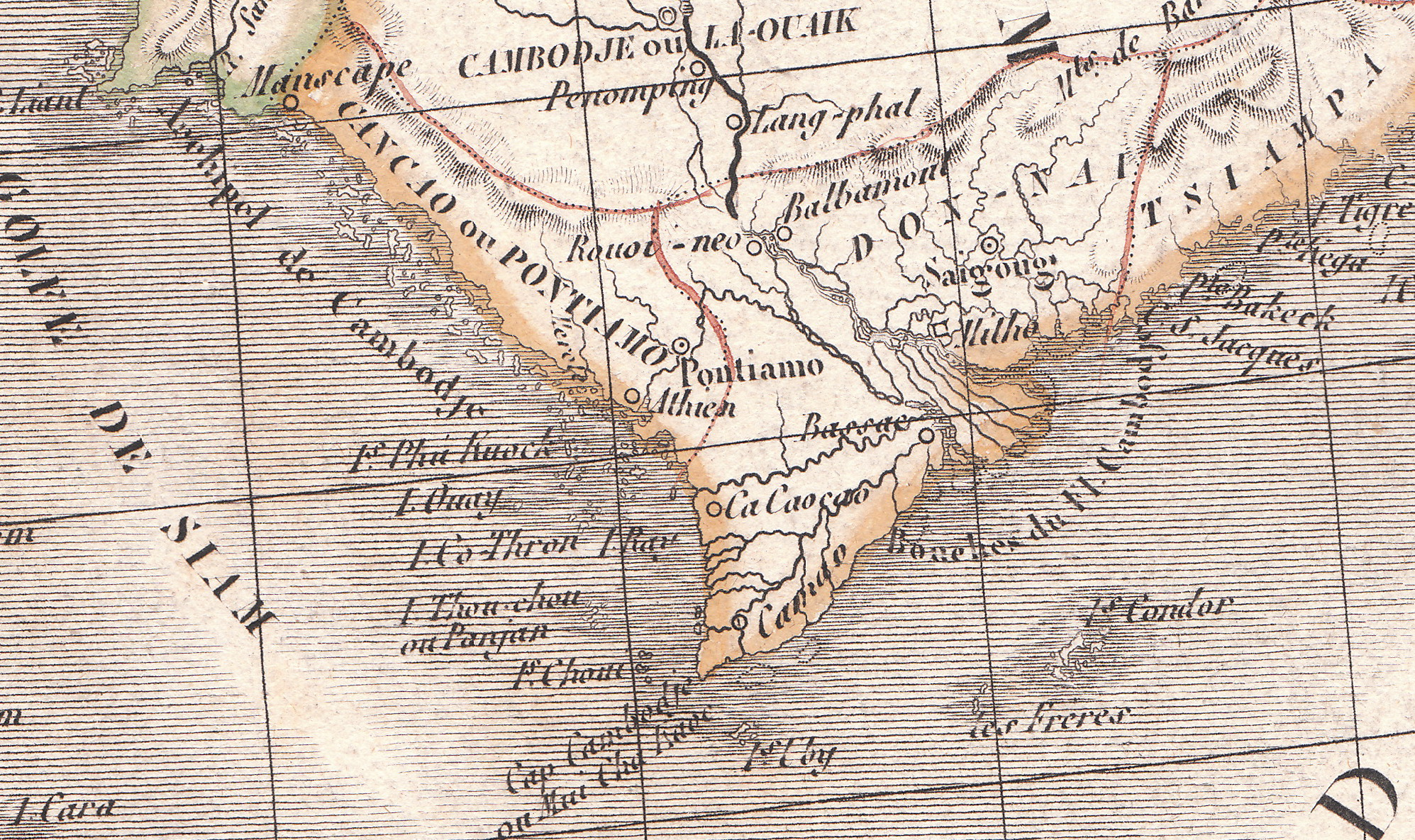
Đất Cancao ou Pontiamo (Phương Thành tức Hà Tiên) do Mạc Cửu chuyển cho chúa Nguyễn nằm trong bản đồ Nam Kỳ năm 1829.

### Tiểu quốc Hà Tiên
Tên gọi Hà Tiên do Mạc Cửu đặt, vì tương truyền xưa kia có tiên xuất hiện trên sông Giang Thành.

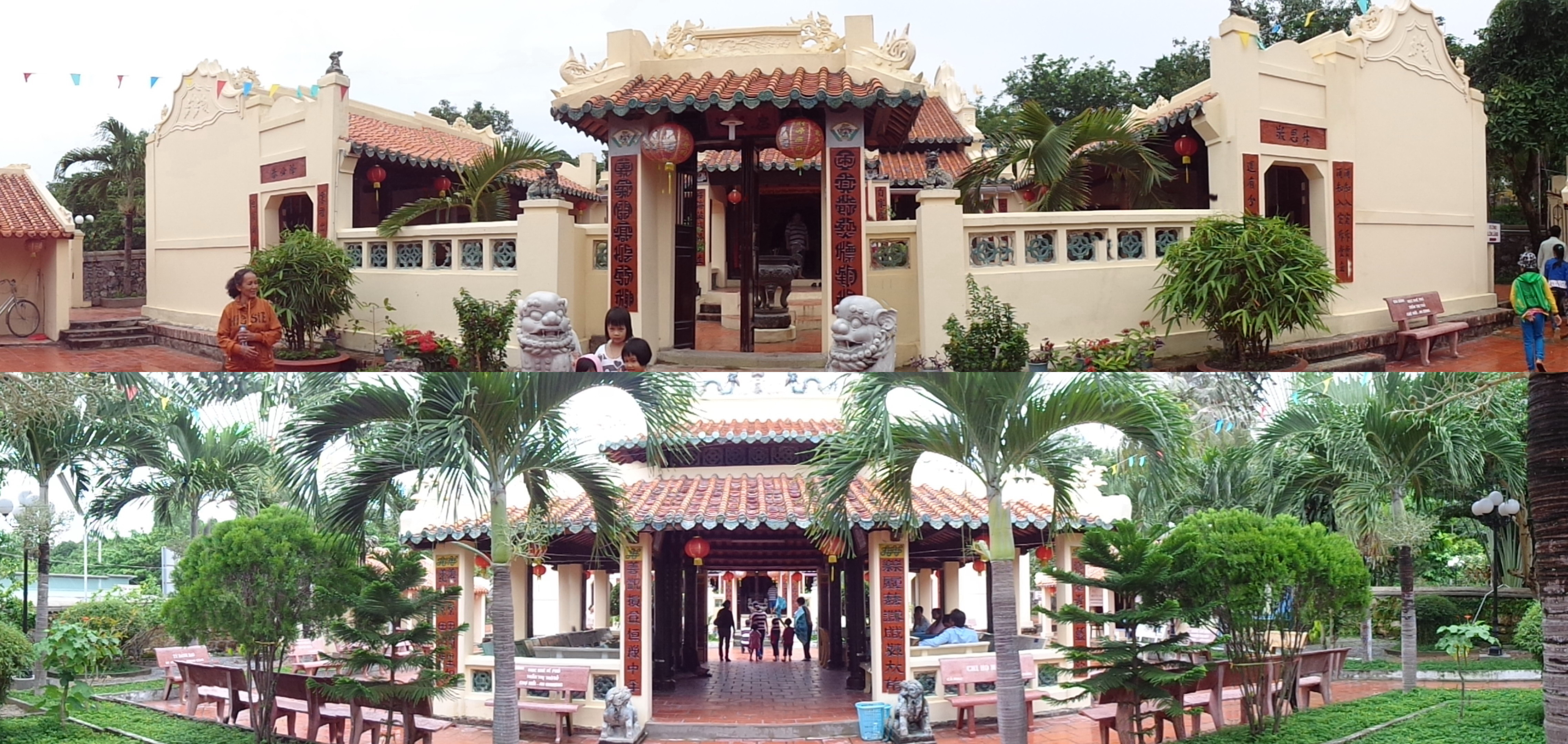
Các lớp kiến trúc trung tâm đền thờ họ Mạc Hà Tiên: tiền đình và chính điện.

Năm 1671, một người Hoa tên Mạc Cửu (Mạc Kính Cửu), quê ở Lôi Châu tỉnh Quảng Đông, mang cả gia đình, binh sĩ và một số sĩ phu khoảng 400 người lên thuyền rời khỏi Phúc Kiến. Sau nhiều ngày lênh đênh trên biển cả, phái đoàn Mạc Cửu đổ bộ lên một vùng đất hoang trong vịnh Thái Lan. Sau khi dò hỏi và biết vùng đất này thuộc ảnh hưởng Chân Lạp, phái đoàn liền tìm đường đến Oudong xin tị nạn, nhưng lúc đó nội bộ Chân Lạp có loạn.
Năm 1680, Mạc Cửu đã lập ấp rải rác từ Vũng Thơm, Trủng Kè, Cần Vọt, Rạch Giá, Cà Mau. Hà Tiên trở thành thương cảng quan trọng, thôn ấp định cư nằm sát mé biển, thuận tiện cho ghe thuyền tới lui, hoặc ở đất cao theo Giang thành, sông Cái Lớn, sông Gành Hào, Ông Đốc để canh tác.
Ông lập ra 7 sòng bạc dọc bờ biển: Mán Khảm (hay Mang Khảm, Peam), Long Kỳ (Ream), Cần Bột (Kampot), Hương Úc (Kampong Som), Sài Mạt (Cheal Meas hay Banteay Meas), Linh Quỳnh (Kiri Vong) và Phú Quốc (Koh Tral). Thủ phủ đặt tại Mán Khảm (tức Hà Tiên), sau đổi thành Căn Khẩu (Căn Kháo hay Căn Cáo). Tiếng đồn vang xa, lưu dân gốc Hoa từ khắp nơi trong vịnh Thái Lan xin vào đây lập nghiệp, dần dần vùng đất này trở thành một lãnh địa phồn vinh với tên gọi mới: Căn Khẩu Quốc. Đảo Koh Tral cũng đổi tên thành Phú Quốc (vùng đất giàu có).
Năm 1708, Mạc Cửu liên lạc được với Chúa Quốc Nguyễn Phúc Chu.
Năm 1714, Mạc Cửu xin làm thuộc hạ của chúa Nguyễn và được phong chức tổng binh cai trị đất Căn Khẩu.
Năm 1724, Mạc Cửu dâng luôn toàn bộ đất đai và được phong làm đô đốc cai trị lãnh thổ Căn Khẩu, đổi tên thành Long Hồ dinh.
Từ năm 1729, Long Hồ dinh nổi tiếng là vùng đất trù phú nhất vịnh Thái Lan.
Năm 1735, Mạc Cửu mất, con là Mạc Sĩ Lân, sau đổi thành Mạc Thiên Tứ, được phong làm đô đốc, kế nghiệp cha cai trị Long Hồ dinh. Gia đình họ Mạc được Ninh vương Nguyễn Phúc Trú nâng lên hàng vương tôn. Long Hồ dinh đổi tên thành Hà Tiên trấn.
Năm 1739, Mạc Thiên Tứ lập thêm bốn huyện: Long Xuyên (Cà Mau), Kiên Giang (Rạch Giá), Trấn Giang (Cần Thơ) và Trấn Di (bắc Bạc Liêu).
Năm 1755, Nặc Nguyên nhờ Mạc Thiên Tứ dâng chúa Nguyễn lãnh thổ hai phủ Tầm Bôn (Tân An, Long An) và Lôi Lập (Gò Công) để được về Nam Vang cai trị.
Năm 1757, nội bộ nước Cao Miên có loạn, vua Cao Miên là Nặc Tôn phải chạy sang nương nhờ đất Hà Tiên. Lúc đó, Mạc Thiên Tứ thay cha (Mạc Cửu) làm tổng binh trấn Hà Tiên, đã tâu với chúa Nguyễn xin cho quân tướng hộ tống Nặc Tôn về nước làm vua. Sau đó, Nặc Tôn đã cắt đất trả ơn cho Mạc Thiên Tứ 5 phủ phía Tây Nam nước Chân Lạp là: Châu Sum (Chân Sum có thể là Trực Sâm, Chal Chun, Chưn Rùm, Chưng Rừm (Chhuk) nay thuộc tỉnh Kampot, Chân Sum cũng có thể là phủ Chân Sum (còn gọi là Chân Chiêm) nằm giữa Châu Đốc và Giang Thành, nay là vùng Bảy Núi An Giang (nơi có núi Chân Sum).), Sài Mạt (Cheal Meas hay Banteay Meas), Linh Quỳnh (có thể là các huyện Kiri Vong (tỉnh Takeo), hay Chum Kiri (tỉnh Kampot)), Cần Vọt (hay Cần Bột (Kampot), nay là đất tỉnh Kampot của Campuchia) và Vũng Thơm (hay Hương Úc, Kompong Som). Năm phủ này là vùng duyên hải (ven bờ Vịnh Thái Lan) từ Srae Ambel tỉnh Koh Kong (tức Cổ Công, giáp với vùng người Thái (Xiêm La) kiểm soát) cho đến Mang Khảm (Ream). Mạc Thiên Tứ đem đất 5 phủ dâng chúa Nguyễn, chúa Nguyễn nhập đất 5 phủ này vào đất Mang Khảm (tức trấn Hà Tiên), đồng thời chúa cho lập ra hai đạo Kiên Giang (lỵ sở là Rạch Giá) và Long Xuyên (lỵ sở là Cà Mau) đều thuộc trấn Hà Tiên.
Năm 1774, Chúa Nguyễn Phúc Khoát chia Đàng trong thành 12 dinh, nhưng vẫn để lại trấn Hà Tiên, phong Mạc Thiên Tích (Tứ) làm Đô đốc cai trị.
Năm Đinh Mùi (1787), chúa Nguyễn Ánh lấy lại được đất Hà Tiên từ tay người Xiêm La. Năm 1788, Nguyễn Ánh đem 2 đạo Kiên Giang và Long Xuyên nhập vào dinh Vĩnh Trấn (sau là Vĩnh Long). Nhưng đến thời nhà Nguyễn, Gia Long (Nguyễn Ánh) lại tách 2 đạo này trả về cho trấn Hà Tiên như cũ.

### Tỉnh Hà Tiên thời nhà Nguyễn

#### Cương vực

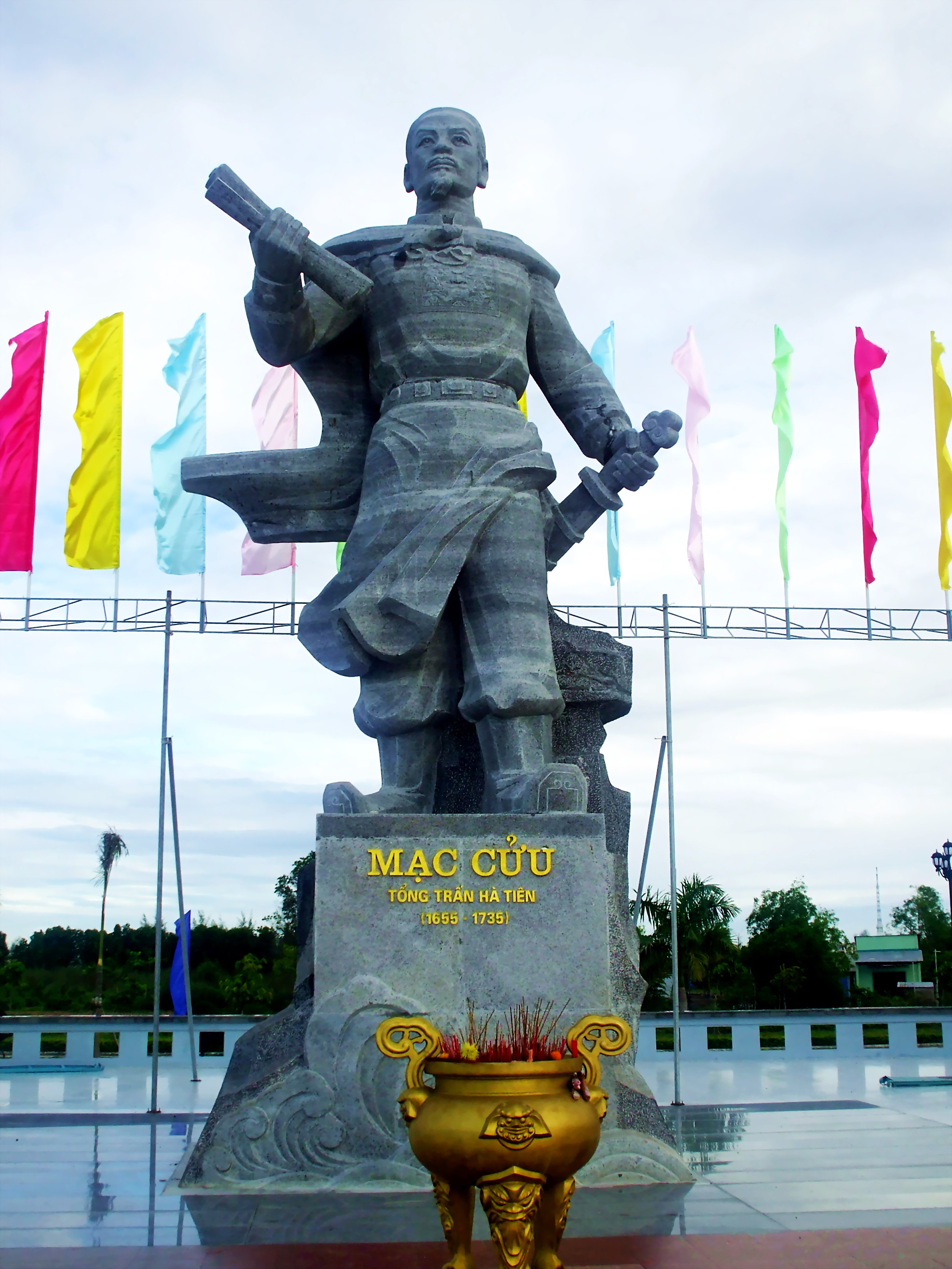
Mạc Cửu, người có công mở cõi Hà Tiên

Năm Gia Long thứ 9 (1810) nhà Nguyễn đổi 2 đạo Kiên Giang và Long Xuyên thành huyện thuộc phủ An Biên trấn Hà Tiên. Giai đoạn 1819-1825, theo Gia Định thành thông chí của Trịnh Hoài Đức thì: Trấn Hà Tiên trực tiếp quản lý 19 làng người Việt (trong đó 7 làng thuộc trấn thành Hà Tiên (là: Minh Hương thôn, Tân An, Tân Đông, Tiêm Hưng, Mỹ Hòa, Thuận An, Tiêm Hương) và 12 làng thuộc đảo Phú Quốc (là: Dương Cảnh Đông, An Hòa, Vĩnh Thạnh, Thái Thạnh, Phước Lộc, Phú Đông, Cảm Sơn, Phước Sơn, Minh Hương thuộc (Phú Quốc), Tân Qui, Mỹ Thạnh, Tiên Tỉnh)), 6 làng người Hoa (Minh Bột Đại phố, Minh Bột Tân phố, Minh Bột Kỳ Thọ phố (trước là Cây Cầy), Minh Bột Lư Khê sở (trước là Rạch Vượt), Minh Bột Thổ Khâu điếm (trước là Điếm Rê), và Đường Nhơn thuộc (ở Phú Quốc)), 26 làng (sóc) người Khmer (Lộc Trĩ (Lok), Cổ Cần Lộ, Sa Cà Mao, Cố Sâm (hay Cố Tham), Cố...,..., Ba Nam Rạp, Phiếm, Cò Vinh, Xoài [Tống] (Svay Tong), Hấp Tra, Kiên-xà-nư Rạch Vượt, Ta Lo, Côn..., Hòn Chông, Nam Rạp, Côn-trà Vị, Cốc Tầm Lai, Cốt Trà Câu, Phun Vàng Co, Côn Đồng, Việt Trác, Cốt Trà Mục, Bài Tầm Man, Lạc Bà Già, Tầm-nặc Tà-Bẹt (Damnak trabaek)), và 1 làng người Đồ Bà là: Đồ Bà đội. Ngoài ra Trấn Hà Tiên còn kiêm quản 2 huyện Long Xuyên và Kiên Giang. Đảo Phú Quốc trước năm Gia Long 18 (1819) thuộc đạo (huyện) Long Xuyên, năm 1819 chuyển lệ thuộc trấn thành Hà Tiên. Năm Minh Mạng thứ 6 (1825), đặt thêm huyện Hà Tiên (sau đổi là Hà Châu) thuộc phủ An Biên trấn Hà Tiên. Ban đầu huyện Hà Tiên gồm 2 tổng Hà Nhuận và Hà Thanh. Huyện Hà Tiên (Hà Châu) chứa tất cả 52 làng (gồm 19 làng người Việt, 6 làng người Hoa, 26 sóc người Cao Miên và 1 làng người Đô Bà), từng trực tiếp thuộc trấn thành giai đoạn 1819-1825 kể trên.
Tháng 4 âm lịch năm 1824, Nặc Ông Chân (Ang Chan II), hiến tặng nhà Nguyễn thông qua Nguyễn Văn Thoại (để trả ơn Thoại), 3 vùng Chân Sum (còn gọi là Chân Thành hay Chân Chiêm, nằm giữa Giang Thành và Châu Đốc), Mật Luật (Ngọc Luật, cũng nằm giữa Giang Thành và Châu Đốc), Lợi Kha Bát (Prey Kabbas tỉnh Takeo). Nhà Nguyễn chỉ lấy 2 đất Chân Sum và Mật Luật. Chân Sum sau được phân vào hai huyện Hà Âm và Hà Dương từng thuộc phủ Tĩnh Biên Hà Tiên, trước khi chia về cho tỉnh An Giang.
Năm 1832, vua Minh Mạng đặt ra tỉnh Hà Tiên (một trong 6 tỉnh Nam Kỳ), gồm 1 phủ là Quan Biên (đổi tên từ phủ An Biên) thống lĩnh 8 huyện: Hà Châu (đổi tên từ huyện Hà Tiên), Long Xuyên (sau này là địa bàn Cà Mau) và Kiên Giang (sau này là địa bàn tỉnh Rạch Giá), Sài Mạt, Linh Quỳnh, Châu Sum (có thể là Chhuk, mà cũng có thể là Bảy Núi), Cần Vọt, Vũng Thơm.
Năm 1833, Lê Văn Khôi nổi loạn đánh chiếm Hà Tiên, rồi quân Xiêm theo cầu viện của Khôi cũng vào chiếm Hà Tiên, nhà Nguyễn phải điều binh đánh dẹp. Năm 1834, nhà Nguyễn đem đất Cần Vọt và Vũng Thơm xưa đặt thành 2 phủ mới là Quảng Biên (Cần Vọt cũ, khoảng đất Kampot) và Khai Biên (Vũng Thơm cũ, khoảng cảng Kampong Som), đồng thời đổi lại tên phủ Quan Biên thành phủ An Biên. Đến năm 1837 lại hạ cấp phủ Khai Biên thành huyện và lập thêm huyện Kim Trường (sau đổi thành Vĩnh Trường, cùng với huyện Khai Biên thuộc phủ Quảng Biên (Kampot)). Nhưng đến thời vua Thiệu Trị (1840-1847), phủ Quảng Biên lại bị xóa bỏ. Năm 1836, Trương Đăng Quế, lập địa bạ Nam Kỳ, thì huyện Hà Châu tỉnh Hà Tiên gồm 5 tổng: Hà Nhuận, Hà Thanh, Nhuận Đức, Thanh Di, và tổng Phú Quốc (tổng hải đảo), tất cả gồm 44 làng. Tổng Phú Quốc gồm 9 làng: Phước Lộc, An Thới, Mỹ Thạnh, Tân Lập, Cẩm Sơn, Hàm Ninh, Thới Thạnh, Dương Đông, Tiên Tỉnh. Tổng Hà Nhuận gồm 5 làng: Tiên Phước, Tiên Hưng, Tiên Hưng Tây, Tiên Long, Hoa Giáp. Tổng Nhuận Đức gồm 7 làng: Đôn Hậu, Cổ Tham, Tầm Lai, Mụ Sơn, Hòa Luật, Nhượng Lộ, Lộc Trĩ. Tổng Hà Thanh gồm 11 làng: Hòa Mỹ Đông, Vi Sơn, Tiên Thới, Tiên Mỹ, Hòa Thuận, Thạnh Long, Tiên Quân, Tân Thạnh, Mỹ Đức, Bình An, Thuận An. Tổng Thanh Di gồm 12 làng: Phú Đông, Nam Hoa, Cần Thu, Nam An, Trà Câu, Tư Ngãi, Côn Văn, Trác Việt, Thuận Đức, Sa Kỳ, Mông Mậu, Dương Hòa.
- Tổng Hà Nhuận (nay là khoảng tỉnh Kep Campuchia)ː Dọc bờ biển từ tây sang đông là thôn Tiên Hưng Tây (núi Bạch Mã mũi biển Kaeb, nay thuộc các phường Kaeb và Prey Thum quận Kaeb), thôn Hoa Giáp (núi Giáp đến cửa rạch Giáp, nay là phần nam phường Pong Tuek quận Damnak Chang'aeur), thôn Tiên Hưng (nay thuộc phường Angkaol quận Damnak Chang'aeur). Phía đất liền phía đông bắc của Hà Nhuận là thôn Tiên Long (xứ Vũng Thanh, nay thuộc đất xã Kampong Trach Khang Lech (tức là xã Kampong Trach Tây) huyện Kampong Trach tỉnh Kampot). Thôn Tiên Phước là xứ đảo Hòn Năng (Koh Thmei và Koh Seh).
- Tổng Nhuận Đứcː Phần đất liền phía tây bắc là các thôn Đôn Hậu (Damnak Chang'aeur, nay là phần bắc của phường Pong Tuek quận Damnak Chang'aeur tỉnh Kep), Cố Tham (固參, hay Cố Sâm ở xứ Nam Liêu, nay là Kaoh Saom thuộc phường Angkaol quận Damnak Chang'aeur tỉnh Kep). Phía nội địa đông bắc Nhuận Đức là thôn Tầm Lai (xứ Tà Cú, nay là làng Trapeang Niel xã Ruessei Srok Khang Lech (Ruessei Srok Tây) huyện Kampong Trach tỉnh Kampot Campuchia). Dọc ven biển từ tây bắc sang đông nam lần lượt là thôn Mụ Sơn (xứ cửa rạch Sa Na (cửa rạch Kampong Trach), nay là làng Kaoh Kruesna xã Ruessei Srok Khang Lech (Ruessei Srok Tây) huyện Kampong Trach tỉnh Kampot), thôn Hòa Luật (xứ Lộc Sơn tức núi Nai, nay là làng Lok xã Ruessei Srok Khang Lech (Ruessei Srok Tây) huyện Kampong Trach tỉnh Kampot), thôn Nhượng Lộ (xứ Cần Lộ, nay là làng Thkov xã Ruessei Srok Khang Lech (Ruessei Srok Tây) huyện Kampong Trach tỉnh Kampot Campuchia), Lộc Trĩ (鹿峙, mũi Nai, ven biển các phường Mỹ Đức và Pháo Đài thành phố Hà Tiên Việt Nam).
- Tổng Thanh Diː Vùng ven từ tây bắc xuống tây nam là các thôn Nam Hoa (南花, xứ Vũng Trách, nay là xã Kampong Trach Khang Kaeut (Kampong Trach Đông) huyện Kampong Trach tỉnh Kampot), thôn Thuận Đức, xã Mông Mậu (蠓茂, xứ Mông Tốn (Svay Tong), nay là các xã Svay Tong Khang Tboung (Svay Tong Nam), Svay Tong Khang Cheung (Svay Tong Bắc) huyện Kampong Trach tỉnh Kampot Campuchia).

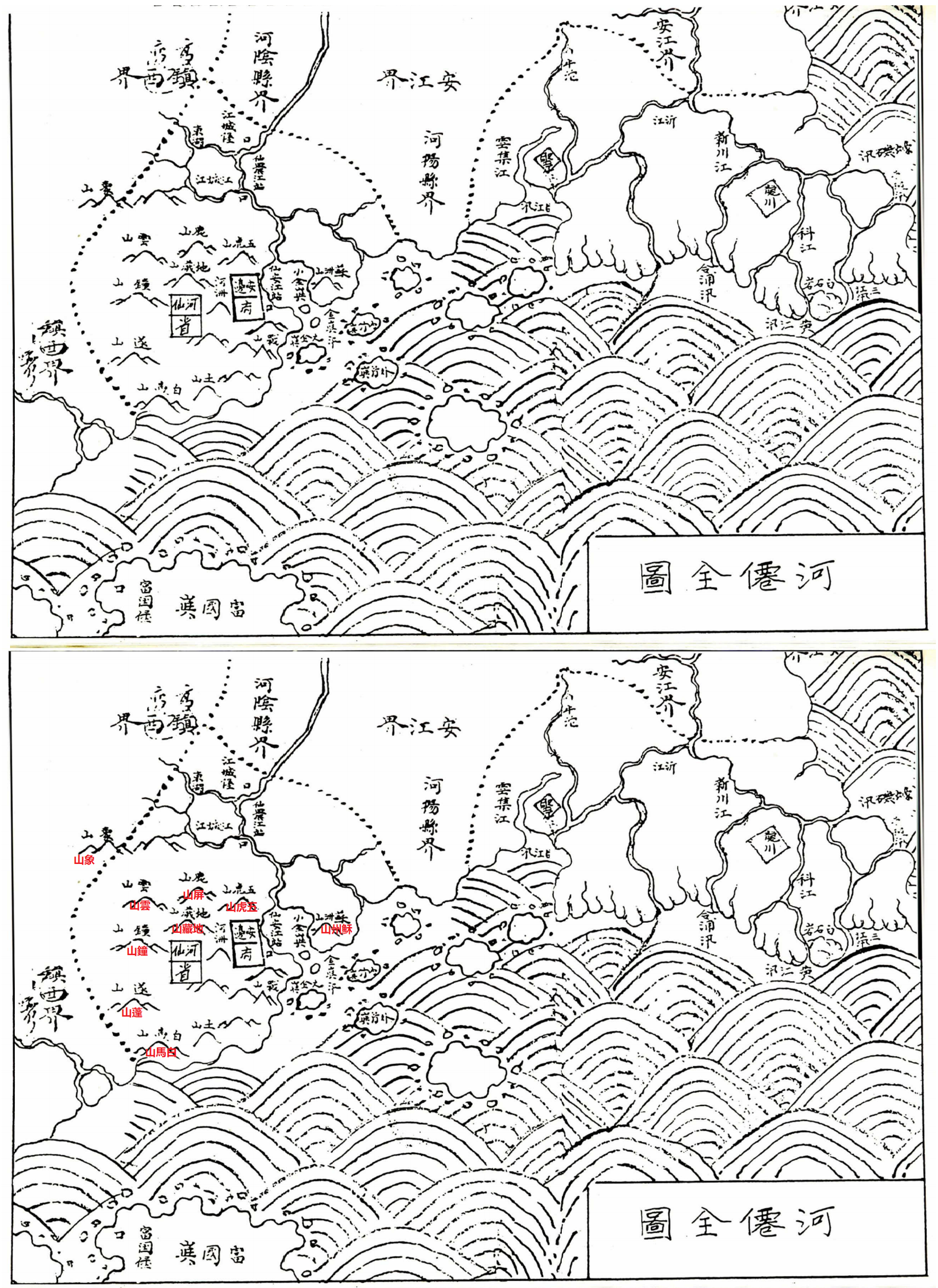
Bản đồ cổ tỉnh Hà Tiên nhà Nguyễn có tên là Hà Tiên toàn đồ (河僊全圖) in trong địa bạ tỉnh Hà Tiên năm1836. Tận cùng phía tây của Hà Tiên giáp biên giới với Trấn Tây Thành (Cao Miên) là núi Bạch Mã (白馬山, nay là núi Kaeb thành phố Kaeb tỉnh Kép) và núi Bồng (Bồng Sơn, 蓬山, Pong Tuek quận Damnak Chang'aeur tỉnh Kép).

Theo Đại Nam thực lục, năm Thiệu Trị thứ nhất (1841), tháng 4 âm lịch, thổ dân Khmer ở phủ Quảng Biên (Kampot, gồm cả huyện Khai Biên (Kampong Som)) không thuận theo nhà Nguyễn, sợ hãi bỏ quê đi lưu tán hết. Quan tỉnh Hà Tiên là Hoàng Mẫn Đạt tâu về triều. Vua Thiệu Trị cho là quan quân nhà Nguyễn ở Quảng Biên đóng giữ đất không, chẳng được ích lợi gì, liền cho binh biền đóng đồn phủ Quảng Biên, cùng quan phủ huyện rút hết về tỉnh thành Hà Tiên. Sau đó quân Xiêm-Lạp đến lấn đất phủ Quảng Biên (gồm cả huyện Khai Biên). Từ đó, phần đất phủ Quảng Biên (Kampot, Kampong Som) không còn thuộc tỉnh Hà Tiên của nhà Nguyễn nữa.
Năm Minh Mạng 20 (1839), vua Minh Mạng lấy đất nằm hai bên bờ kênh Vĩnh Tế thuộc phủ Chân Thành (Chân Chiêm hay Châu Chiêm) của Trấn Tây Thành (vùng lãnh thổ Cao Miên do nhà Nguyễn bảo hộ) nhập vào lãnh thổ Đại Nam thuộc tỉnh Hà Tiên, lập thành phủ Tĩnh Biên gồm 2 huyện: Hà Âm (phần phía Bắc phủ Tĩnh Biên, bờ tả sông Vĩnh Tế), Hà Dương (phần phía Nam phủ Tĩnh Biên, bờ hữu sông Vĩnh Tế). Sang thời Thiệu Trị, lại tách phủ Tĩnh Biên cùng 1 huyện Hà Dương khỏi Hà Tiên để nhập vào tỉnh An Giang (năm Thiệu Trị thứ 2 (1842)), huyện Hà Âm vẫn thuộc phủ An Biên tỉnh Hà Tiên cho đến năm 1844 thì chuyển nốt cho phủ Tĩnh Biên tỉnh An Giang.
Thời vua Tự Đức cho đến khi Pháp chiếm Hà Tiên (1847-1867), tỉnh Hà Tiên gồm 1 phủ (là phủ An Biên) với 3 huyện: Hà Châu, Kiên Giang và Long Xuyên. Các huyện trước thuộc phủ Quảng Biên (đất Cần Bột (Kampot), Vũng Thơm) trả về cho nước Cao Miên.
Phủ An Biên (thời Tự Đức), gồm:
- Huyện Hà Châu nguyên có tên là Hà Tiên, gồm 5 tổng (tổng Hà Nhuận, tổng Nhuận Đức, tổng Hà Thanh, tổng Thanh Di, tổng Phú Quốc[14]) với 63 làng xã, phía Tây giáp biển Tây, phía Nam giáp huyện Kiên Giang (Rạch Giá), phía Đông giáp huyện Hà Âm tỉnh An Giang, phía Bắc giáp nước Cao Miên[15]. Đất huyện Hà Châu (phần các tổng Hà Thanh, Thanh Di) nay là phần đất thuộc các huyện thị phía Bắc của tỉnh Kiên Giang: Hà Tiên, Kiên Lương, Hòn Đất, Giang Thành, và (có thể phần các tổng Hà Nhuận, Nhuận Đức) là phần đất Campuchia ngày nay ở giáp biên giới: (tại các huyện Banteay Meas, Kampong Trach của tỉnh Kampot), huyện Kiri Vong của tỉnh Takeo và thành phố Kep
- Huyện Kiên Giang nguyên là đất Rạch Giá (được Mạc Cửu mở mang), gồm 4 tổng (Kiên Định, Giang Ninh, Kiên Hảo, Thanh Giang) với 66 làng xã, phía Tây giáp biển Tây (qua núi Tật Lệ), phía Nam giáp lâm phận rừng huyện Long Xuyên, phía Đông giáp huyện Phong Phú tỉnh An Giang, phía Bắc giáp huyện Hà Châu[15]. Đất huyện Kiên Giang nay có thể là phần đất thuộc thành phố Rạch Giá và các huyện phía Nam của tỉnh Kiên Giang.
- Huyện Long Xuyên nguyên là đất Cà Mau (được Mạc Cửu mở mang), gồm 2 tổng (là Long Thủy và Quảng Xuyên[16]) với 55 làng xã, phía Tây giáp biển Tây (qua núi Bạch Thạch (Đá Bạc)), phía Nam (đến cửa Hàu (Gành Hào)) giáp biển Đông, phía Đông giáp huyện Phong Thịnh tỉnh An Giang, phía Bắc giáp lâm phận rừng huyện Kiên Giang[15]. Đất huyện Long Xuyên có thể nay là phần đất thuộc các tỉnh Cà Mau và Bạc Liêu, nhưng cũng có thể bao gồm thành phố Long Xuyên của tỉnh An Giang, vì theo lời chú thích trong Đại Nam nhất thống chí (bản quốc ngữ) thì: Thời Pháp thuộc, tỉnh Hà Tiên chia cho 4 tỉnh: tỉnh Hà Tiên thời Pháp (đất huyện Hà Châu cũ), tỉnh Rạch Giá (huyện Kiên Giang cũ), tỉnh Long Xuyên (tức huyện Long Xuyên cũ), tỉnh Bạc Liêu (cũng đất huyện Long Xuyên)[9] (có lẽ lời chú này lầm với tỉnh An Xuyên, tức Cà Mau ngày nay).

Theo Đại Nam nhất thống chí của Quốc sử quán nhà Nguyễn thì vào thời vua Tự Đức, cương vực tỉnh Hà Tiên như sau: "...Đông-Tây cách nhau 37 dặm, Nam-Bắc cách nhau 25 dặm, phía Đông đến địa giới huyện Hà Dương tỉnh An Giang (35 dặm), phía Tây đến biển (2 dặm), phía Nam vượt qua núi Tô Châu đến biển (5 dặm), phía Bắc đến địa giới Cao Miên (25 dặm), phía Đông Nam đến địa giới huyện Phong Thịnh tỉnh An Giang (150 dặm linh), phía Tây Nam đến biển (chừng 1 dặm), phía Đông Bắc đến địa giới Cao Miên (25 dặm), phía Tây Bắc vượt qua núi Bạch Ô đến biển (20 dặm). Từ tỉnh lỵ đi về phía Đông đến Kinh 1.325 dặm..."
Như vậy, tỉnh Hà Tiên nhà Nguyễn nằm kéo dài bên bờ vịnh Thái Lan (biển Tây), suốt từ Cà Mau đến Hà Tiên, có thời kỳ tới tận tỉnh Kampot và thành phố Sihanoukville (Kompong Som) của Campuchia, phía Đông giáp với tỉnh An Giang nhà Nguyễn, phía Tây Bắc, phía Bắc và phía Đông Bắc tiếp giáp Cao Miên.
Trong cuốn Đất nước Việt Nam qua các đời, xem xét về các địa danh trấn Hà Tiên, Đào Duy Anh viết: "... Chúng ta đã biết Vũng Thơm, Cần Bọt, Sài Mạt là dải đất từ lỵ sở Hà Tiên đến Sài Mít. Tức dải đất bờ biển phía tây nam nước Cao Miên. Còn Chân Sum thì Nhất thống chí (An Giang) chép là núi ở phía nam huyện Hà Âm cách 10 dặm, cách bờ sông Vĩnh Tế ở phía Nam 10 dặm. Huyện Hà Âm là huyện ở phía bắc sông Vĩnh Tế (phía âm của sông) nên gọi tên là thế, đối với huyện Hà Dương là huyện ở phía nam (phía dương của sông). Có thể đất Chân Sum là đất Sóc Sum của tỉnh KamPot. Về Linh Quỳnh thì Nhất thống chí chép rằng núi Linh Quỳnh thuộc huyện Hà Châu cách 120 dặm và ở phía bắc sông Giang Thành, sông này có hai nguồn ra từ núi Linh Quỳnh. Linh Quỳnh tức địa điểm Linh Quỳnh của tỉnh KamPot nước Cao Miên. (Xem thế thì thấy rằng năm phủ Vũng Thơm, Cần Bọt, Chân Sum, Sài Mạt, Linh Quỳnh ở đời Nguyễn còn là đất của huyện Hà Châu tỉnh Hà Tiên và của huyện Hà Âm tỉnh An Giang, đến đời Tự Đức triều Nguyễn mới trả về nước Cao Miên)."

#### Tổng đốc và Tuần phủ tỉnh Hà Tiên
Các tổng đốc An Giang-Hà Tiên của nhà Nguyễn:
- Trương Minh Giảng nhiệm kỳ 1832-1836 (Tổng đốc An Hà thứ hai)
- Lê Đại Cương (Tổng đốc An Hà đầu tiên) có tội, bị cách chức)
- Trương Minh Giảng nhiệm kỳ: 3(âm)/1838[18] - 1840
- Dương Văn Phong nhiệm kỳ: 9(âm)/1840[19] - 3(âm)/1841 (bi cách chức)
- Nguyễn Văn Chương (tức Nguyễn Tri Phương) tuần phủ kiêm quyền hộ lý tổng đốc 1841
- Phạm Văn Điển nhiệm kỳ 1841-1842 (ốm chết)
- Nguyễn Công Nhàn nhiệm kỳ 1842-1844 (bi cách chức)
- Nguyễn Văn Chương (tức Nguyễn Tri Phương) nhiệm kỳ 1844-1845[20]
- Tôn Thất Bạch nhiệm kỳ 1845-1847
- Doãn Uẩn nhiệm kỳ 1847[21]-1850 (ốm chết)
- Cao Hữu Bằng (Cao Hữu Dực) nhiệm kỳ 1850-1859 (ốm chết)[22]
- Nguyễn Công Nhàn nhiệm kỳ 1859-1861 (bị cách chức) [23]
- Phan Khắc Thận (1861-1867 (khi Pháp chiếm An Giang)

Các Tuần phủ (tỉnh trưởng) tỉnh Hà Tiên nhà Nguyễn
- Nguyễn Bá Nghi:1848
- Lương Văn Liễu
- Lê Quang Huyên
- Nguyễn Văn Ngươn
- Huỳnh Mẫn Đạt: 1851 - 1852; 1862 - 1864.
- Nguyễn Công Nhàn: 1856 - 1858
- Trần Hoán: 1864 - ?

#### Địa hình địa mạo Hà Tiên nhà Nguyễn
Theo Đại Nam nhất thống chí thì cảnh vật tỉnh Hà Tiên nhà Nguyễn gồm:
- Núi: ở Hà Châu có (Kim Dữ, Bình Sơn (Bình San), núi Phù Anh, Tô Châu, gò Lộc Trĩ (Lộc Giác, tức Mũi Nai), Bạch Mã (tức Bạch Ô ở Kep), Địa Tạng, Kháo Sơn), núi Sài Mạt (Banteay Meas), Tượng Sơn (núi Voi ở Cần Vọt (Kampot)), núi Linh Quỳnh (Kiri Vong)), ở Kiên Giang có núi Thổ Sơn (Hòn Đất), ở huyện Long Xuyên có (núi Trà Sơn, lèn Bạch Thạch (hòn Đá Bạc)).
- Sông hồ: (sông Giang Thành, Lũng Kè, Tân Xuyên, Nghi Giang, Bồ Đề), hồ Đông Hồ.
- Đảo: Hòn Khoai (Cà Mau), Hòn Rái (Kiên Giang, Phú Quốc, Thổ Chu, Cổ Công (Vũng Thơm), Cổ Cốt (Co Tang), Cổ Luân,...

### Tỉnh Hà Tiên thời Pháp thuộc

Bản đồ hạt Hà Tiên năm 1891

Ngày 24 tháng 6 năm 1867, tỉnh thành Hà Tiên bị thực dân Pháp chiếm. Sau nhiều năm do dự và phân thiết, địa bàn Hà Tiên được phân bổ ra các đơn vị hành chánh khá phức tạp, theo từng thời điểm khác nhau.
Năm 1868, tỉnh Hà Tiên cũ được chia ra làm hai hạt Thanh tra: Hà Tiên và Rạch Giá
- Hạt Thanh tra Hà Tiên, nguyên là huyện Hà Châu với 5 tổng và 16 thôn: 
  - Tổng Hà Thanh: 5 thôn
  - Tổng Thanh Di: 3 thôn
  - Tổng Nhuận Đức: 1 thôn
  - Tổng Hà Nhuận: 5 thôn
  - Tổng Phú Quốc: 5 thôn
- Hạt Thanh tra Rạch Giá, nguyên là hai huyện Kiên Giang và Long Xuyên với 7 tổng và 110 thôn: 
  - Tổng Kiên Định: 14 thôn
  - Tổng Thanh Giang: 11 thôn
  - Tổng Kiên Hảo: 26 thôn
  - Tổng Giang Ninh: 11 thôn
  - Tổng Long Thủy: 25 thôn
  - Tổng Quảng Xuyên: 13 thôn.

Năm 1874, hạt Thanh tra Phú Quốc được thành lập, nhưng vì kinh tế không phát triển được nên một năm sau phải giải thể.
Năm 1876, Pháp chia Nam Kỳ thành 4 khu vực hành chính lớn, mỗi khu vực hành chính lại chia nhỏ thành các tiểu khu hay hạt tham biện (arrondissement administratif) thì tỉnh Hà Tiên cũ bị chia thành hai hạt tham biện là Hà Tiên (chủ hạt là Chavassieux) và Rạch Giá (chủ hạt là Granier). Năm 1882, thiết lập hạt tham biện Bạc Liêu trên cơ sở tách 3 tổng Quảng Long, Quảng Xuyên và Long Hưng của hạt tham biện Rạch Giá hợp với 2 tổng Thạnh Hòa và Thạnh Hưng tách từ hạt tham biện Sóc Trăng chuyển sang. Lỵ sở Bạc Liêu thuộc địa bàn tổng Thạnh Hòa vốn trước đó thuộc hạt tham biện Sóc Trăng.

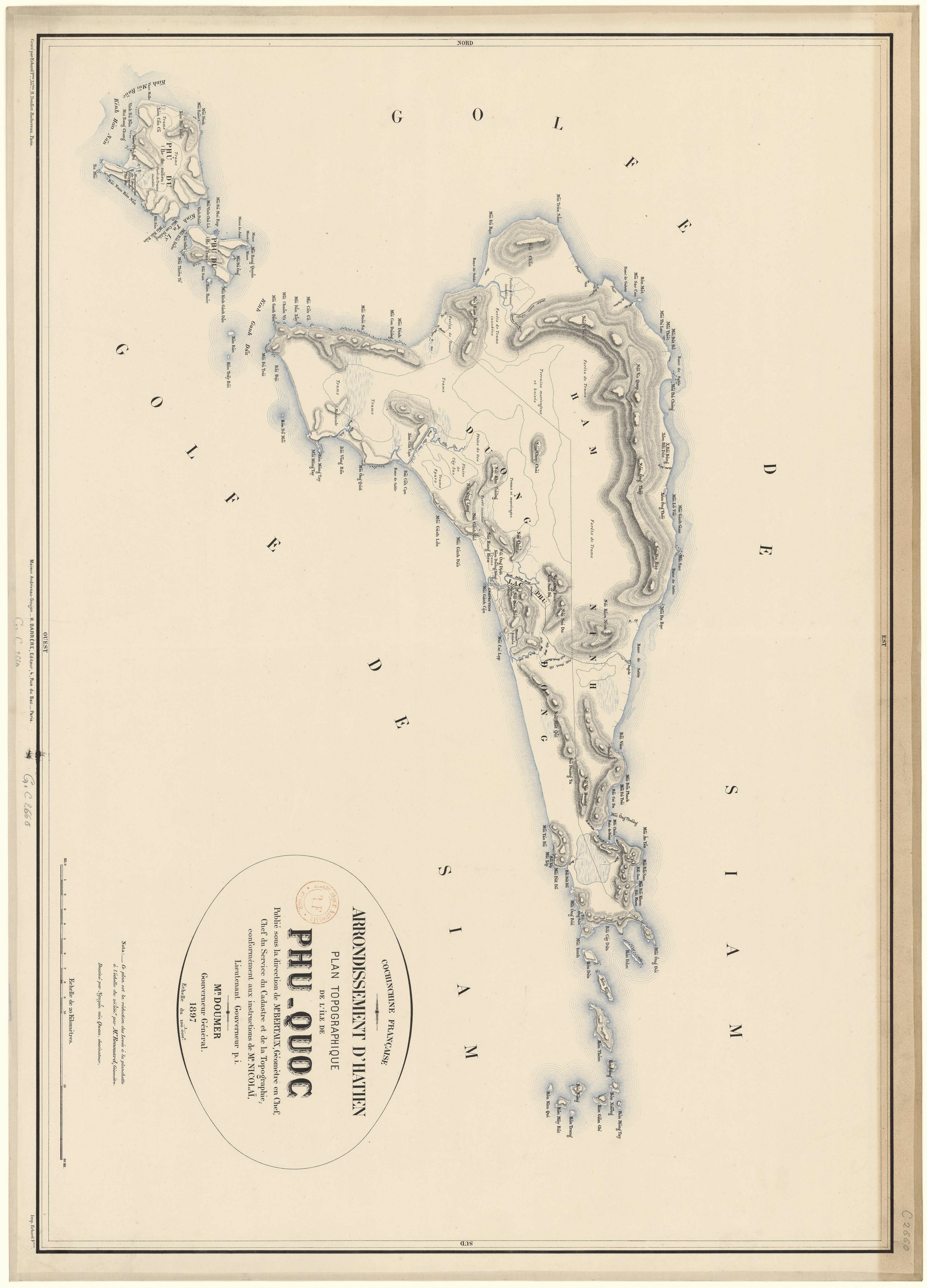
Bản đồ tổng Phú Quốc, hạt Hà Tiên năm 1897. Tổng Phú Quốc lúc bấy giờ bao gồm cả hai đảo Ile du Milieu và Ile à l'Eau (còn gọi là Hòn Năng Trong và Hòn Năng Ngoài), về hành chính thuộc thôn Phú Dự. Năm 1956, hai đảo này đã bị mất về lãnh thổ Campuchia, nay gọi là Koh Thmei và Koh Seh.

Năm 1888, Hà Tiên cho thuộc về hạt tham biện Châu Đốc - dưới quyền của Chủ tỉnh Châu Đốc lúc này là Dussol, đến cuối năm 1892 được phục hồi. Hạt tham biện Hà Tiên thuộc khu vực Bát Xắc (Bassac) chỉ còn đất huyện Hà Châu của tỉnh Hà Tiên cũ với 4 tổng: tổng Hà Thanh (có 6 thôn), tổng Thanh Gi (có 4 thôn), tổng Phú Quốc (có 4 thôn) và tổng Bình Trị (hay Bình An có 1 thôn).
Từ ngày 1 tháng 1 năm 1900 hạt tham biện Hà Tiên trở thành tỉnh Hà Tiên theo Nghị định ngày 20 tháng 12 năm 1899 của Toàn quyền Đông Dương đổi tên tất cả các hạt tham biện thành tỉnh. Chủ tỉnh lúc này là E. Lupuy. Thời chủ tỉnh Hà Tiên J. Hubert-Delisle, đảo Phú Quốc được đặt dưới quyền của đại diện chủ tỉnh Hà Tiên (năm 1903).
Từ năm 1913 đến năm 1924, tỉnh Hà Tiên được đặt dưới quyền chủ tỉnh Châu Đốc, lúc này là ông L. de Matra là chủ tỉnh. Ngày 9 tháng 2 năm 1924 - dưới thời chủ tỉnh Châu Đốc G. Striedter, Hà Tiên lại trở thành một tỉnh độc lập. Năm 1924, tỉnh Hà Tiên gồm 4 quận: Châu Thành, Giang Thành, Hòn Chông và Phú Quốc. Tỉnh lỵ Hà Tiên đặt tại làng Mỹ Đức thuộc tổng Hà Thanh, quận Châu Thành. Chủ tỉnh Hà Tiên đầu tiên là A. Klein (1924 - 1925)).

### Tỉnh Hà Tiên giai đoạn 1945-1956
Sau Cách mạng Tháng Tám năm 1945, tỉnh Hà Tiên là một trong 21 tỉnh ở Nam Bộ.
Tháng 10 năm 1950, chính quyền Việt Nam Dân chủ Cộng hòa quyết định hợp nhất tỉnh Long Châu Hậu (bao gồm một phần tỉnh Châu Đốc và một phần tỉnh Long Xuyên trước đó) và tỉnh Hà Tiên để thành lập tỉnh Long Châu Hà. Tuy nhiên, tỉnh Long Châu Hà không được chính quyền Quốc gia Việt Nam của Bảo Đại và chính quyền Việt Nam Cộng Hòa công nhận.
Năm 1954, tỉnh Long Châu Hà bị giải thể và tỉnh Hà Tiên lại được tái lập.

### Hà Tiên giai đoạn 1956-1976

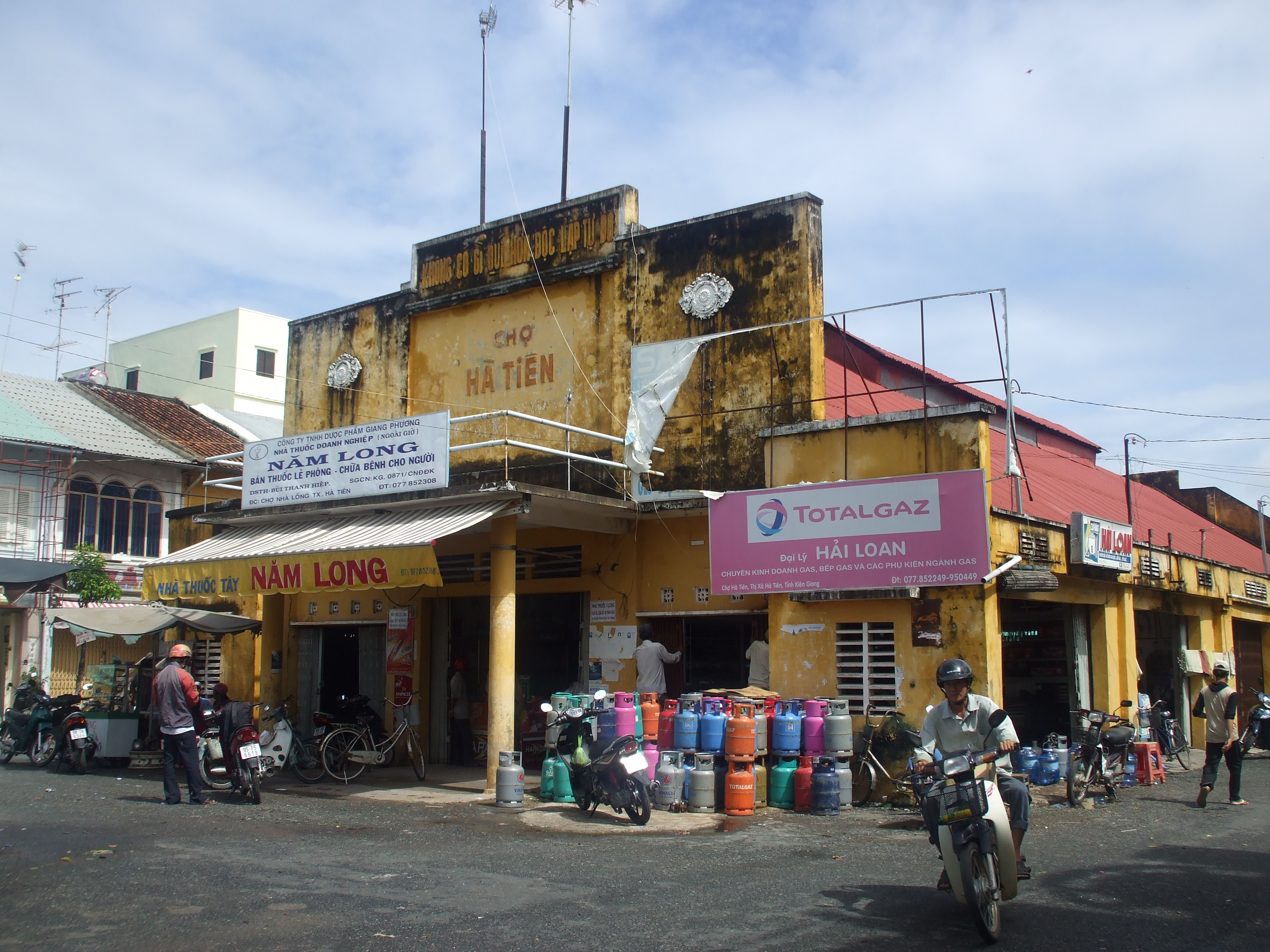
Ngôi chợ Hà Tiên trước đây, nay đã bị phá bỏ

#### Việt Nam Cộng hòa
Ban đầu, chính quyền Quốc gia Việt Nam và sau đó là Việt Nam Cộng hòa vẫn duy trì tên gọi tỉnh Hà Tiên như thời Pháp thuộc.
Ngày 22 tháng 10 năm 1956, Tổng thống Việt Nam Cộng hòa Ngô Đình Diệm ký Sắc lệnh 143/VN để " thay đổi địa giới và tên Đô thành Sài Gòn – Chợ Lớn cùng các tỉnh và tỉnh lỵ tại Việt Nam". Theo Sắc lệnh này, địa phận Nam Phần của Việt Nam Cộng Hoà gồm Đô thành Sài Gòn và 22 tỉnh. Lúc này, tỉnh Hà Tiên bị bãi bỏ và 4 quận là Châu Thành, Hòn Chông, Giang Thành, Phú Quốc được sáp nhập vào tỉnh Rạch Giá để thành lập tỉnh Kiên Giang.
Khi đó, địa bàn tỉnh Hà Tiên cũ được chuyển thành quận Hà Tiên và quận Phú Quốc cùng thuộc tỉnh Kiên Giang. Trong đó, địa bàn quận Hà Tiên bao gồm các quận Châu Thành, Giang Thành và Hòn Chông trước năm 1956.
Ngày 31 tháng 5 năm 1961, chính quyền Việt Nam Cộng hòa cho thành lập quận Kiên Lương thuộc tỉnh Kiên Giang. Quận Kiên Lương gồm 5 xã tách từ quận Kiên Thành và quận Hà Tiên là: An Bình, Bình Trị, Thổ Sơn, An Hoà, Dương Hoà. Quận lỵ đặt tại xã An Bình. Ngày 04 tháng 9 năm 1961, quận Kiên Lương thành lập mới xã Đức Phương.
Thời Việt Nam Cộng Hòa, Hà Tiên chỉ là một quận của tỉnh Kiên Giang. Quận Hà Tiên gồm 3 xã Mỹ Đức, Phú Mỹ và Thuận Yên, 15 ấp. Quận lỵ đặt tại xã Mỹ Đức.

#### Chính quyền lâm thời
Lúc bấy giờ, chính quyền Mặt trận dân tộc giải phóng miền Nam Việt Nam (sau này là Chính phủ Cách mạng lâm thời Cộng hòa Miền Nam Việt Nam) và Việt Nam Dân chủ Cộng hòa cũng quyết định hợp nhất tỉnh Hà Tiên và tỉnh Rạch Giá trước đó lại thành một tỉnh có tên là tỉnh Rạch Giá.
Năm 1957, chính quyền Cách mạng quyết định giải thể tỉnh Hà Tiên, chuyển thành huyện Hà Tiên và huyện Phú Quốc cùng trực thuộc tỉnh Rạch Giá.
Năm 1965, chính quyền Cách mạng giao huyện Hà Tiên và huyện Phú Quốc cho tỉnh An Giang quản lý. Đến năm 1967 lại trả hai huyện Hà Tiên và Phú Quốc về cho tỉnh Rạch Giá như trước. Tuy nhiên, năm 1971 khi Trung ương Cục miền Nam quyết định thành lập tỉnh Châu Hà, tách ra từ tỉnh An Giang và tỉnh Rạch Giá, trên phần đất tỉnh Châu Đốc và tỉnh Hà Tiên trước năm 1956 thì huyện Hà Tiên, huyện Phú Quốc cùng với huyện Châu Thành A của tỉnh Rạch Giá lại được giao về cho tỉnh Châu Hà quản lý. Đến năm 1974 ba huyện này lại cùng thuộc tỉnh Long Châu Hà.
Sau ngày 30 tháng 4 năm 1975, chính quyền quân quản Cộng hòa miền Nam Việt Nam ban đầu vẫn đặt các huyện Hà Tiên, huyện Phú Quốc và huyện Châu Thành A cùng thuộc tỉnh Long Châu Hà. Lúc này, chính quyền Cách mạng cũng bỏ danh xưng "quận" có từ thời Pháp thuộc và lấy danh xưng "huyện" (quận và phường dành cho các đơn vị hành chánh tương đương khi đã đô thị hóa).
Ngày 20 tháng 9 năm 1975, Bộ Chính trị ra Nghị quyết số 245-NQ/TW về việc bỏ khu, hợp tỉnh trong toàn quốc "nhằm xây dựng các tỉnh thành những đơn vị kinh tế, kế hoạch và đơn vị hành chính có khả năng giải quyết đến mức cao nhất những yêu cầu về đẩy mạnh sản xuất, tổ chức đời sống vật chất, văn hóa của nhân dân, về củng cố quốc phòng, bảo vệ trị an, và có khả năng đóng góp tốt nhất vào sự nghiệp chung của cả nước". Theo Nghị quyết này, địa bàn tỉnh Rạch Giá lúc đó (tương ứng với tỉnh Hà Tiên thời phong kiến) sẽ được chia ra vào sáp nhập vào các tỉnh mới, tên gọi tỉnh mới cùng với nơi đặt tỉnh lỵ sẽ do địa phương đề nghị lên. Cụ thể như sau:
- Tỉnh Cà Mau, tỉnh Bạc Liêu và hai huyện Vĩnh Thuận, An Biên (ngoại trừ 2 xã Đông Yên và Tây Yên) của tỉnh Rạch Giá sẽ hợp nhất lại thành một tỉnh.
- Phần còn lại của tỉnh Rạch Giá cùng với toàn bộ diện tích tỉnh Long Châu Hà và huyện Thốt Nốt của tỉnh Cần Thơ sẽ hợp nhất lại thành một tỉnh.

Nhưng đến ngày 20 tháng 12 năm 1975, Bộ Chính trị lại ra Nghị quyết số 19/NQ điều chỉnh lại việc hợp nhất tỉnh ở miền Nam Việt Nam cho sát với tình hình thực tế, theo đó tỉnh Rạch Giá cũ (bao gồm cả ba huyện Hà Tiên, Phú Quốc, Châu Thành A hiện cùng thuộc tỉnh Long Châu Hà nhưng trước năm 1971 lại cũng đều thuộc tỉnh Rạch Giá) vẫn để thành một tỉnh riêng biệt.

### Hà Tiên sau năm 1976

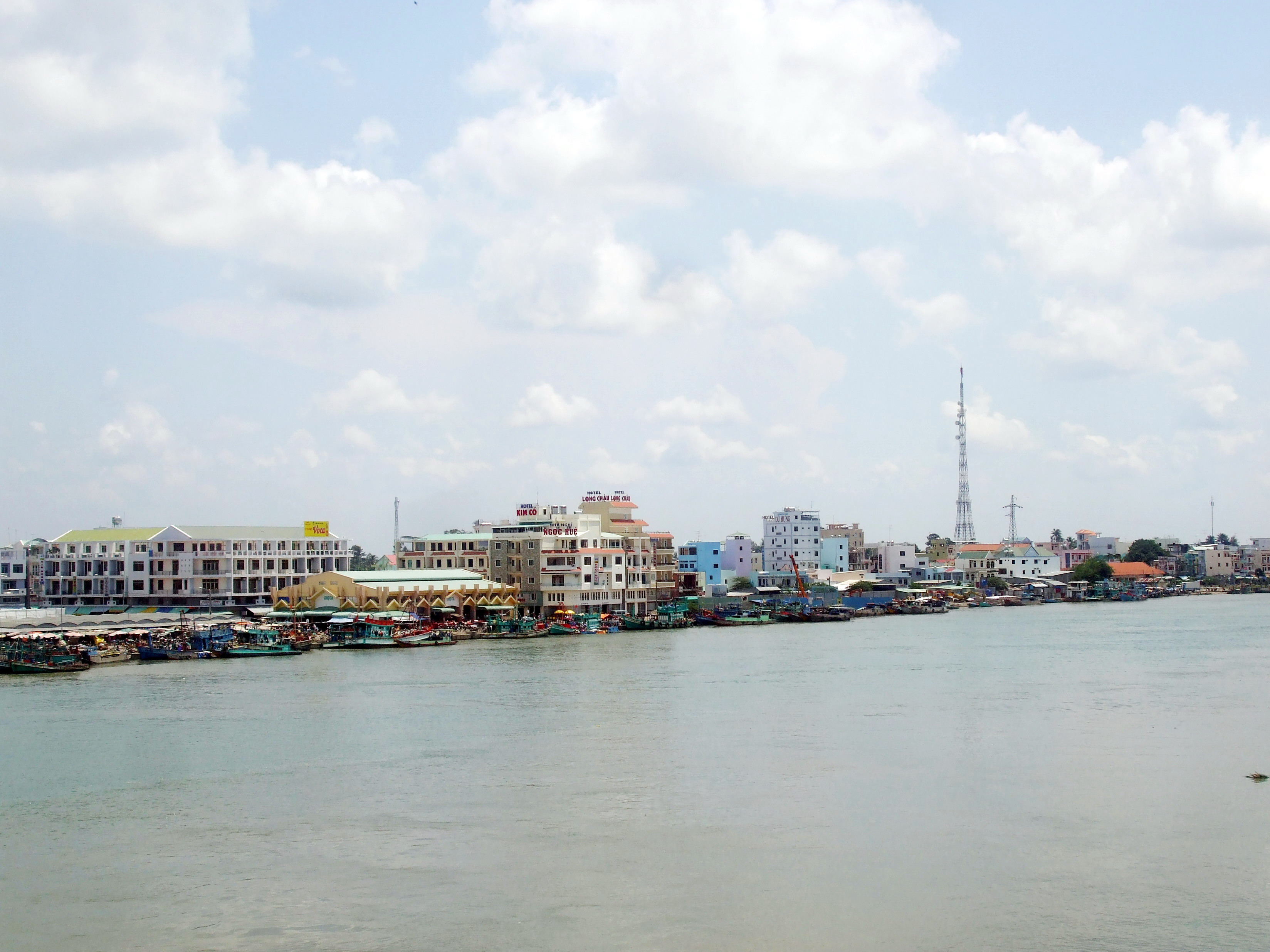
Một phần phố thị Hà Tiên hiện nay

Tháng 2 năm 1976, Chính phủ Việt Nam quyết định tái lập tỉnh Kiên Giang trên cơ sở toàn bộ diện tích tỉnh Rạch Giá và ba huyện: Châu Thành A, Hà Tiên, Phú Quốc vốn thuộc tỉnh Long Châu Hà trước đó. Từ đó, Hà Tiên lại trở thành một huyện thuộc tỉnh Kiên Giang. Địa bàn huyện Hà Tiên lúc này tương ứng với quận Hà Tiên và gần 1/2 diện tích quận Kiên Lương của tỉnh Kiên Giang thời Việt Nam Cộng hòa.
Ngày 8 tháng 7 năm 1998, Chính phủ Việt Nam ban hành Nghị định số 47/1998/NĐ-CP về việc thành lập thị xã Hà Tiên và thành lập các phường thuộc thị xã Hà Tiên, tỉnh Kiên Giang. Theo đó, thành lập thị xã Hà Tiên trên cơ sở toàn bộ diện tích và dân số của thị trấn Hà Tiên, xã Thuận Yên (trừ 2.732 ha diện tích tự nhiên và 3.302 nhân khẩu giao về xã Phú Mỹ quản lý), xã Mỹ Đức và xã Tiên Hải thuộc huyện Hà Tiên. Sau khi điều chỉnh địa giới hành chính để thành lập thị xã Hà Tiên, huyện Hà Tiên có 89.548,5 ha diện tích tự nhiên và 62.162 nhân khẩu, gồm 6 xã và 1 thị trấn.
Ngày 21 tháng 4 năm 1999, Chính phủ Việt Nam ban hành Nghị định số 28/1999/NĐ - CP về việc đổi tên huyện Hà Tiên thành huyện Kiên Lương thuộc tỉnh Kiên Giang.
Ngày 29 tháng 6 năm 2009, Chính phù ban hành Nghị quyết số 29/NQ-CP về việc điều chỉnh địa giới hành chính xã, phường, thuộc các huyện, thành lập xã thuộc thị xã Hà Tiên và các huyện: Kiên Lương, Tân Hiệp, Giồng Riềng, Vĩnh Thuận; đồng thời điều chỉnh địa giới hành chính huyện Kiên Lương để thành lập huyện Giang Thành, tỉnh Kiên Giang.
Ngày 11 tháng 9 năm 2018, Ủy ban Thường vụ Quốc hội ban hành Nghị quyết 573/NQ-UBTVQH14. Theo đó, thành lập thành phố Hà Tiên thuộc tỉnh Kiên Giang trên cơ sở toàn bộ diện tích và dân số của thị xã Hà Tiên.
Sau nhiều lần thay đổi hành chính, địa bàn tỉnh Hà Tiên cũ thời Pháp thuộc hiện nay tương ứng với các huyện Phú Quốc, Kiên Lương, Giang Thành và thành phố Hà Tiên cùng thuộc tỉnh Kiên Giang. Còn địa bàn tỉnh Hà Tiên thời phong kiến thì bao gồm toàn bộ các tỉnh Kiên Giang, Cà Mau và một phần các tỉnh Hậu Giang, Sóc Trăng, Bạc Liêu ngày nay.
Hiện nay, địa danh "Hà Tiên" chỉ còn được dùng để chỉ thành phố Hà Tiên, đơn vị hành chính cấp huyện trực thuộc tỉnh Kiên Giang.

## Phân chia hành chính

### Năm 1820
- Hà Tiên trấn lệ thuộc (chưa đặt phủ, huyện, tổng):
  - 19 xã thôn Việt Nam: 
    - 7 xã thôn ở đất liền: Minh Hương, Thuận An, Tiên Hưng, Hòa Mỹ, Tân Đông, Tân An, Tiên Hương
    - 12 thôn nằm trong đảo Phú Quốc: Dương Cảng Đông, Vĩnh Thạnh, Tân Quy, Phước Sơn, An Hòa, Phước Lộc, Cẩm Sơn, Tiên Tỉnh, Thái Thạch, Phú Đông, Mỹ Thạnh, Minh Hương

  - 6 phố sở điếm thuộc gồm người Hoa: Minh Bột đại phố, Minh Bột kỳ thụ phố, Minh Bột lô khê sở, Minh Bột thổ khâu điếm, Minh Bột tân phố, Đường Nhơn thuộc (ở đảo Phú Quốc)
  - 26 sóc Miên: Lộc Trĩ, Cò Vinh, Cố Sâm, Ba Nam Rạp, Côn Đồng, Côn Trà Vị, Bài Tầm Man, Phiếm Vàm, Sa Cà Mao, Hấp Tra, Lọt, Côn Phần, Nam Rạp, Cốt Tà Nục, Cổ Cần Lộ, Xoài Tống, Cố Ven, Ta Lo, Hòn Chông, Vẹt Trác, Cố Tầm Lai, Phun Vàng Co, Kiên Xà Mi Rạch Vược, Cốt Trà Câu, Tầm Nặc Tà Bẹt, Lạc Bà Già, Đồ Bà.
- Huyện Long Xuyên có 2 tổng với 32 thôn:
  - Tổng Long Thủy có 23 thôn: Tân Xuyên, Tân Phong, Mỹ Chánh, Phong Thạnh, Tân Long, Bình Lâm, Tân Bình, Hòa Thạnh, Minh Hương, Tân Trạch, Tân Định, Mỹ Thuận, Tân Thuộc, Tân Đức, Tân Thái, Tân An, Sái Phu, Tân Qui, Bình Thạnh, Vĩnh Thạnh, Hòa Thạnh, Tân Nghĩa, Cát An
  - Tổng Quảng Xuyên có 9 thôn: Tân Hưng, Tân Ân, Tân Khánh, Phú Thạnh Hoàng Lạp, Tân Duyệt, An Phong, Lâm An, Tân Thuận, San Du.
- Huyện Kiên Giang có 2 tổng với 11 thôn:
  - Tổng Kiên Định có 7 thôn: Bình An, Vĩnh An, Lái Phu, Thái Hòa, Vĩnh Hòa Đông, Vĩnh Thạnh, An Hòa
  - Tổng Thanh Giang có 4 thôn: Vĩnh Thuận, Đông An, Vĩnh Hòa, Thái An.

### Năm 1836
- Huyện Hà Châu có 5 tổng chia thành 4 xã với 40 thôn:
  - Tổng Hà Nhuận gồm 5 thôn: Hoa Giáp, Tiên Long, Tiên Hưng, Tiên Hưng Tây, Tiên Phước
  - Tổng Hà Thanh gồm 2 xã: Mỹ Đức, Tiên Quán và 9 thôn: Bình Ân, Thuận Yên, Hòa Mỹ Đông, Tân Thạnh, Tiên Thới, Vy Sơn, Hòa Thuận, Tiên Mỹ, Thạnh Long
  - Tổng Nhuận Đức gồm 1 xã: Cổ Tham và 6 thôn: Lộc Trĩ, Tầm Lai, Đôn Hậu, Mụ Sơn, Hòa Luật, Nhương Lộ
  - Tổng Phú Quốc gồm 10 thôn: An Thới, Hàm Ninh, Phú Đông, Thới Thạnh, Cẩm Sơn, Mỹ Thạnh, Phước Lộc, Dương Đông, Tân Lập, Tiên Tỉnh
  - Tổng Thanh Di gồm 1 xã: Mông Mậu và 10 thôn: Cần Thu, Sa Kỳ, Trà Cau, Côn Văn, Nam An, Tư Ngãi, Trác Việt, Dương Hòa, Nam Hoa, Thuận Đức.
- Huyện Kiên Giang có 4 tổng chia thành 34 xã với 24 thôn:
  - Tổng Giang Ninh gồm 5 xã: Hỏa Lựu, Vị Thủy, Hương Phù, Xà Bàn, Địa Linh và 6 thôn: Áp Lục, Lộc Động, Cao Môn, Phương Lang, Hương Thụ, Thủy Liễu
  - Tổng Kiên Định gồm 10 xã: An Hòa, Sái Phu, Thạnh Hòa, Vĩnh Thạnh Đông, Minh Hương Vĩnh Lạc, Long Thành, Vĩnh An, Hòa Nông, Vĩnh Thạnh, Vân Tập và 5 thôn: Lại Sơn, An Thuận, Long Hưng, Vĩnh Hòa Đông, Tăng Long
  - Tổng Kiên Hảo gồm 16 xã: Bàn Thạch, Cù Hóa, Tham Định, Thiếp Ngạc, Thanh Lương, Bình A, Minh Lương, Pha Kinh, Tỷ Ốc, Thông Chử, Đằng Văn, Lạc Thổ, Ngọc Chúc, Phong Hóa, Thúy Đằng, Vĩnh Niên và 8 thôn: Đồng Đăng, Liên Trì, Ngọc Giải, Dục Tượng, Hóa Quản, Trà Tuấn, Cam Da, Thanh Lang
  - Tổng Thanh Giang gồm 3 xã: Đông An, Vĩnh Thuận Đông, Đông Thới và 5 thôn: Vĩnh Hòa, Vĩnh Lộc, Vĩnh Thuận, Thới An, Vĩnh Phước.
- Huyện Long Xuyên có 2 tổng chia thành 4 xã với 40 thôn:
  - Tổng Long Thủy gồm 2 xã: Bình Lãng, Cửu An và 28 thôn: An Thành, Cát An, Hòa Thạnh, Mỹ Thuận, Phước Thạnh, Tân Định, Tân Long, Tân Phong, Tân Thuộc, Thạnh Hòa, Tân Cẩm, Long Điền, Phong Thạnh, Tân An, Tân Đức, Tân Mỹ, Tân Qui, Tân Trạch, Thạnh Trị, Tân Châu, Bình Thạnh, Đại Hữu, Mỹ Chánh, Phú Lộc, Tân Bình, Tân Hóa, Tân Ngãi, Tân Thới, Tân Xuyên, Vĩnh Thạnh
  - Tổng Quảng Long gồm 2 xã: An Lạc, Thới Bình và 12 thôn: An Hòa, Lâm An, Tân Ân, Tân Hưng, Tân Thủy, Long An, Tân Duyệt, Tân Khánh, An Phong, Phú Thạnh, Tân Hội, Tân Thuận.

### Năm 1901
- Tổng Hà Thanh gồm 6 làng: Hòa Thạnh, Tân Thạnh (tức Giang Thành), Tiên Khánh, Phú Mỹ, Mỹ Đức (tỉnh lỵ), Lộc Trì (mũi Nai);
- Tổng Thanh Gi gồm 4 làng: Trà Câu, Trà Tiên, Thuận Yên (Thuận An), Dương Hòa (tức Bãi Ớt);
- Tổng Bình An gồm 1 làng duy nhất: Bình Trị (còn gọi Bình An tức Hòn Chông);
- Tổng Phú Quốc gồm 4 làng: Dương Đông, Hàm Ninh, Lạc Phú, Phú Dự.[27]

### Năm 1939
- Quận Châu Thành có 5 làng: Mỹ Đức, Lộc Trì, Kỳ Lộ, Thuận Yên, Dương Hòa
- Quận Hòn Chông có 2 làng: Bình Trị (quận lỵ), An Bình
- Quận Giang Thành có 5 làng: Tân Khánh Hòa (quận lỵ), Vĩnh Điều, Vĩnh Phú, Phú Mỹ, Trà Tiên
- Quận Phú Quốc có 3 làng: Dương Đông (quận lỵ), Hàm Ninh, Phú Dự

## Hình ảnh

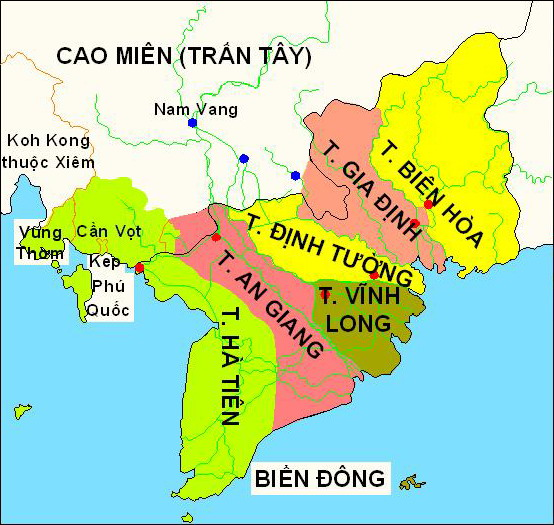
Cương vực trấn Hà Tiên (sau là tỉnh Hà Tiên) vào cuối thời chúa Nguyễn (thế kỷ 18) và đầu thời nhà Nguyễn (thế kỷ 19), cho đến trước năm 1841.
Tỉnh Hà Tiên ở Nam Kỳ giai đoạn (1844-1867).
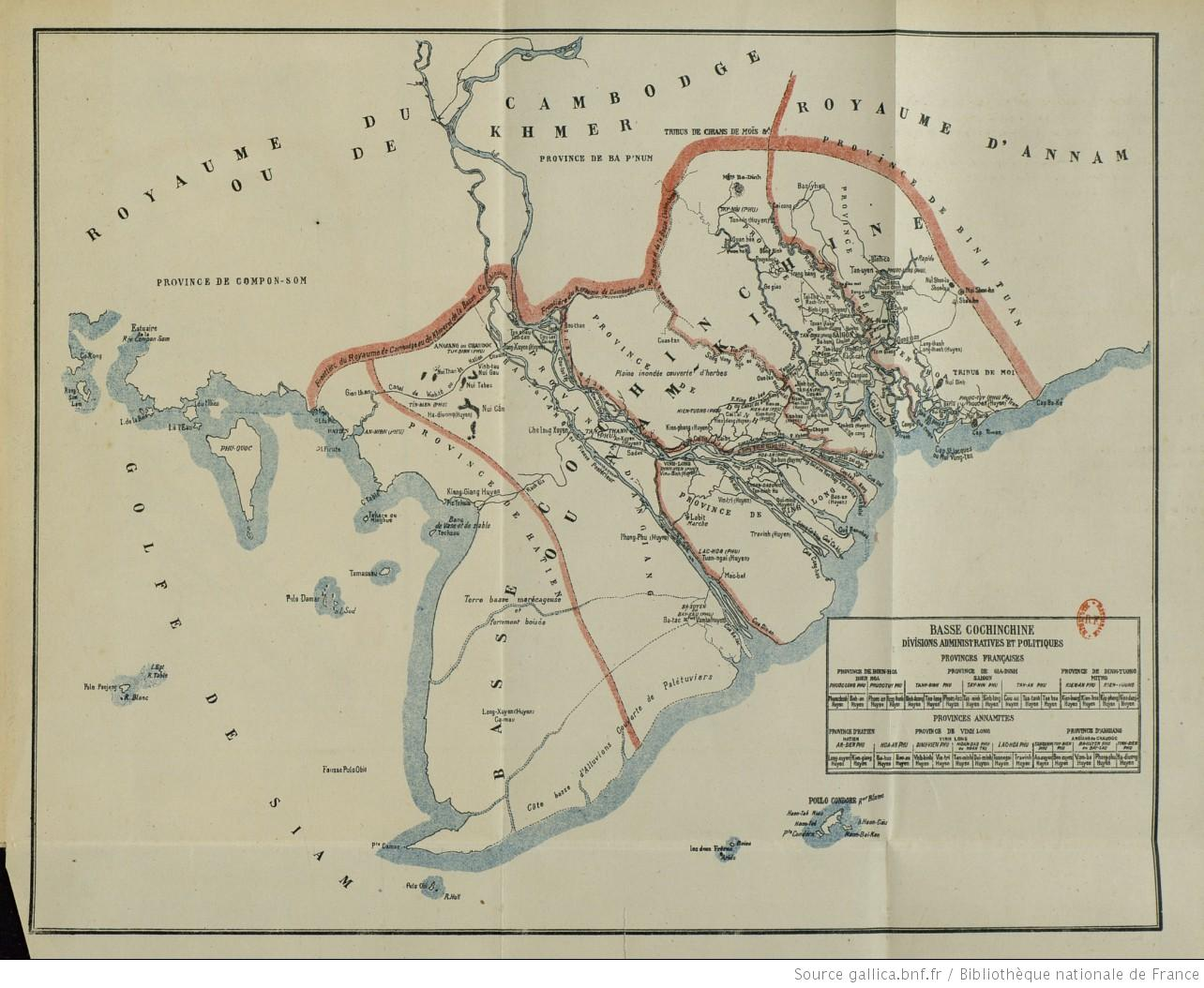
Tỉnh Hà Tiên trong bản đồ Nam Kỳ Lục tỉnh (Basse Cochinchine).
Bản đồ 2 tỉnh An Giang và Hà Tiên của nhà Nguyễn thời kỳ độc lập.
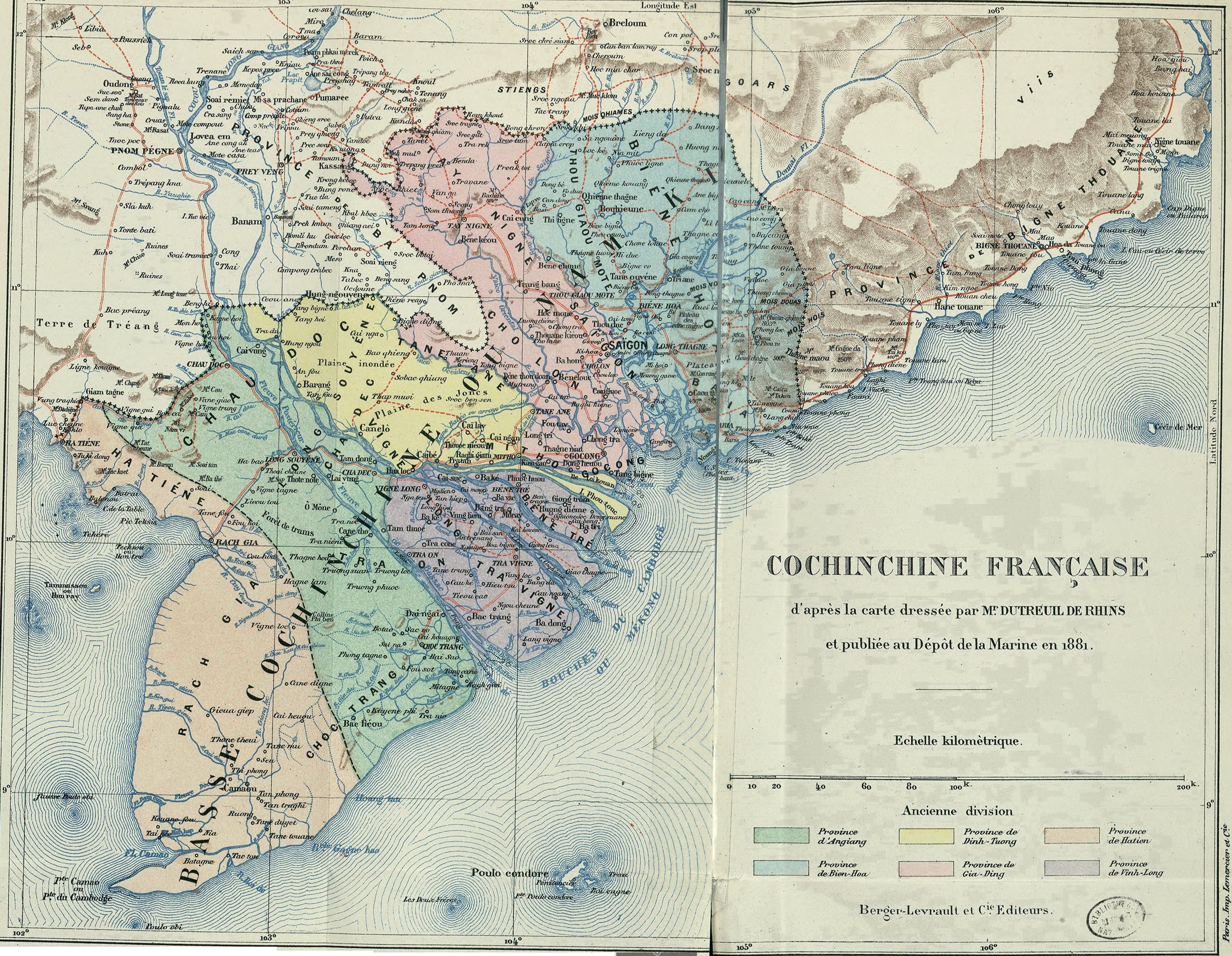
Nam Kỳ thuộc Pháp (Basse Cochinchine Francaise) khoảng năm 1881